# Armada del Ecuador
L'Armada del Ecuador o Fuerza Naval del Ecuador è la marina militare dell'Ecuador, responsabile in caso di guerra di preservare la sovranità marittima e in tempo di pace del controllo del mare territoriale e di repressione di attività illecite quali il narcotraffico, la immigrazione illegale, la pesca illegale e di eventuali operazioni di soccorso in mare.
La Fuerza Naval è stata costituita il 3 novembre 1832 con la nascita del Dipartimento della Marina Ecuatoriana.

## Organizzazione
Per l'esercizio della sua giurisdizione il territorio è divisa in Zone Navali:
- I Zona Naval: la sua sede è a Guayaquil ed esercita la sua giurisdizione nelle province di Guayas, Santa Elena, El Oro, Los Ríos, Manabí, Cañar, Azuay, Loja, Morona Santiago e Zamora Chinchipe, e nel mare territoriale adiacente alle tre provincie della regione litorale di Manabí, Guayas ed El Oro.
- II Zona Naval: ha la sua sede a Puerto Baquerizo Moreno nelle Galápagos ed esercita la sua giurisdizione nelle acque adiacenti l'arcipelago.
- III Zona Naval: ha la sua sede a Esmeraldas ed esercita la sua giurisdizione sulle province settentrionali di Esmeraldas, Carchi, Imbabura, Pichincha, Santo Domingo de los Tsáchilas, Cotopaxi, Tungurahua, Chimborazo, Bolívar, Napo, Pastaza, Sucumbíos e Francisco de Orellana e nel mare territoriale adiacente.

## Fanteria di marina
Il Cuerpo de Infanteria de Marina, tra i Corpi più preparati dell'Ecuador, ha 1.700 effettivi, dotati di armamento leggero ma ben equipaggiati per gli sbarchi anfibi. La loro base è a Guayaquil. Il corpo venne formato il 12 novembre 1962. Tra di loro vi è anche un comando per le Galapagos. Sono tra i Corpi più preparati dell'Ecuador. L'equipaggiamento principale è costituito da mortai da 115mm, cannoni senza rinculo M67, obici di artiglieria M101 da 105 mm, armi più leggere come il fucile d'assalto M-16 A2, A4, la carabina M4 e veicoli Humvee alcuni dei quali equipaggiati con missili antiaerei Mistral. La fanteria di marina è stato l'unico corpo delle forze armate equatoriane impegnate contro truppe peruviane nel 1981 e nel 1995.
La struttura della fanteria di Marina è la seguente:
- Escuela de Infantería Marina
- Compañía de Seguridad "Guayaquil"
- Batallón de Infantería Marina "Jambeli"
- Batallón de Infantería Marina "San Eduardo"
- Batallón de Infantería Marina "San Lorenzo"
- Batallón de Infantería Marina "Jaramijo"

## Flotta
Le navi di superficie della Armada del Ecuador sono precedute dalla sigla BAE (Buque de la Armada de Ecuador). La flotta può contare su unità di superficie e sottomarini è così articolata:
Nave scuola
- BAE Guayas (BE-21)

fregate lanciamissili
- classe Condell tipo Leander realizzate nel Regno Unito per la Marina cilena.
  - BAE Presidente Alfaro (FM 01) (nave ammiraglia) ex Almirante Condell (PFG-06) della Armada de Chile
  - BAE Morán Valverde (FM 02) ex Almirante Lynch (PFG-07) della Armada de Chile

corvette lanciamissili

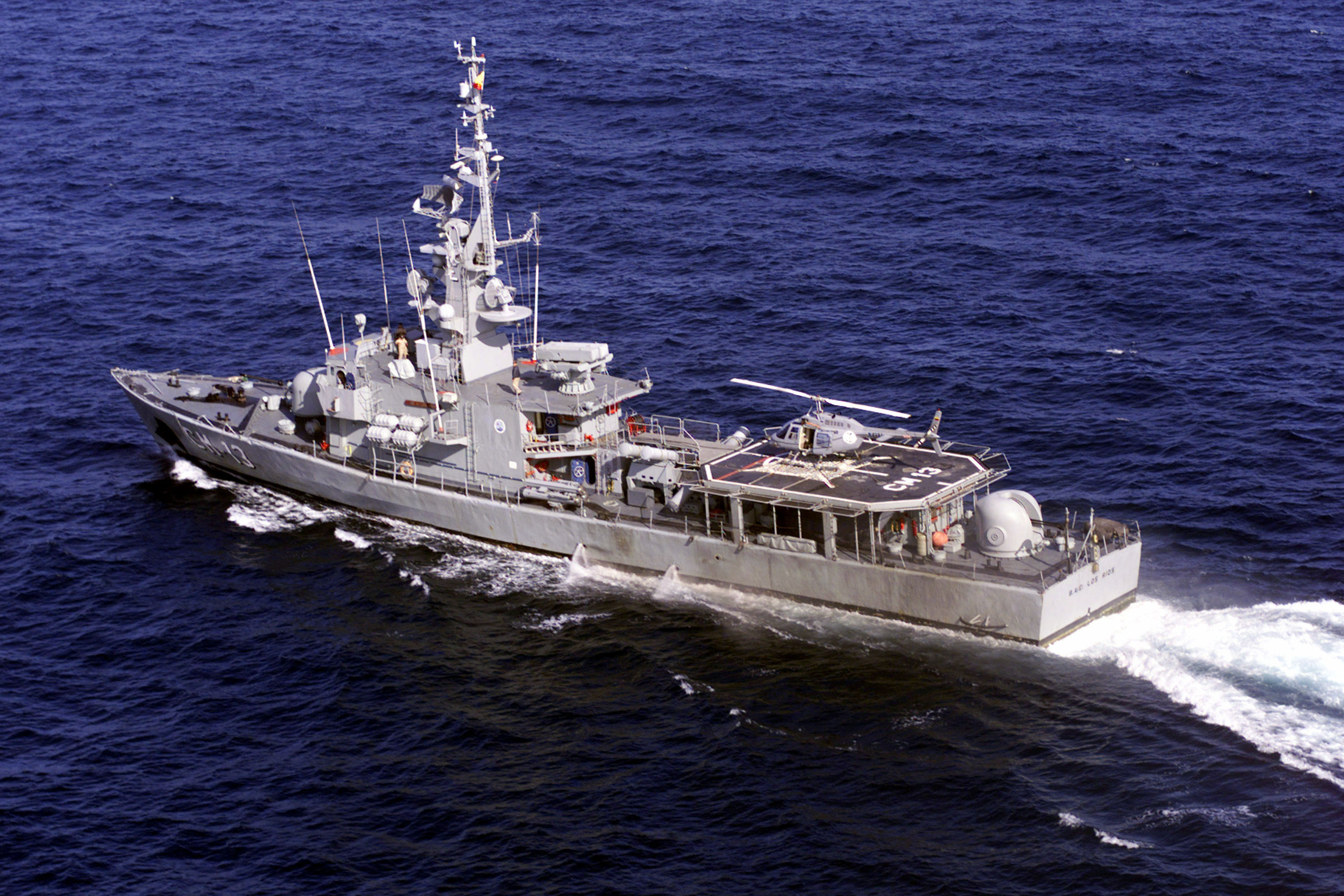
corvetta classe Esmeraldas, costruita dalla Fincantieri negli anni ottanta

- Classe Esmeraldas di costruzione italiana realizzate negli anni ottanta dalla Fincantieri negli stabilimenti del Muggiano e di Ancona tra il 1979 ed il 1984[1]
  - BAE Esmeraldas (CM-11)
  - BAE Manabí (CM-12)
  - BAE Los Ríos (CM-13)
  - BAE El Oro (CM-14)
  - BAE Galápagos (CM-15)
  - BAE Loja (CM-16)

motomissilistiche
- FAC TNC 45
  - LAE Quito (LM-21)
  - LAE Guayaquil (LM-23)
  - LAE Cuenca (LM-24)

sottomarini
- Type 209
  - BAE Shyri (SS 101)
  - BAE Huancavilca (SS 102)

Navi da ricerca scientífica
- Classe Orión
  - BAE Orión (BI-91)
- Classe Sirius
  - LAE Sirius

Navi ausiliarie

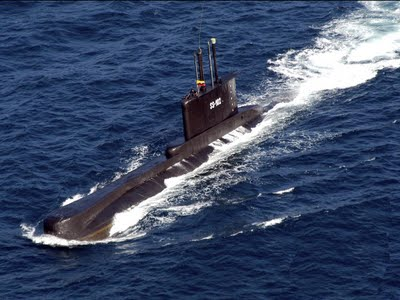
Sottomarino Shyri

- BAE Huacolpo (TR-61) nave trasporto ex LST USS Summit County (LST-1146) della US Navy non più operativa dal 2007
- BAE Taurus (TR-65) nave trasporto gasolio costiero
- BAE Calicuchima (TR-62) nave trasporto munizioni ex RMAS Throsk (A379)[2]
- BAE Atahualpa (TR-63) nave trasporto acqua ex Basento (A 5356) della Marina Militare Italiana
- BAE Quisquis (TR-64) nave trasporto acqua ex HMS Waterside (Y-20) della Royal Navy
- BAE Chimborazo (RA-70) rimorchiatore ex USS Chowanoc (ATF-100) della US Navy

## Mezzi Aerei
Sezione aggiornata annualmente in base al World Air Force di Flightglobal del corrente anno. Tale dossier non contempla UAV, aerei da trasporto VIP ed eventuali incidenti accorsi durante l'anno della sua pubblicazione. Modifiche giornaliere o mensili che potrebbero portare a discordanze nel tipo di modelli in servizio e nel loro numero rispetto a WAF, vengono apportate in base a siti specializzati, periodici mensili e bimestrali. Tali modifiche vengono apportate onde rendere quanto più aggiornata la tabella.
La Fuerza Naval dispone anche di una piccola Aviazione Navale (Aviación Naval Ecuatoriana), con aerei ad ala fissa e ad ala rotante, con capacità oprerative di esplorazione marittima, supporto aereo ravvicinato, trasporto, lotta antinave e antisommergibile, operando da basi terrestri o da piattaforme di volo delle unità navali.
| Aeromobile                           | Origine        | Tipo                              | Versione (denominazione locale) | In servizio (2024) | Note | Immagine |
| Aerei da pattugliamento marittimo    |                |                                   |                                 |                    | |          |
| CASA CN-235MP Persuader              | Spagna         | aereo da pattugliamento marittimo | CN-235-300MP                    | 1                  | 1 CN-235-300 MP Persuader acquistato nel 2005 e dotato di sistema di missione ATOS basato sul radar Seaspray dell'italiana Leonardo. |          |
| Beechcraft King Air 250              | Stati Uniti    | aereo da pattugliamento marittimo | B250 Catpass                    | 5                  | 2 B250 Catpass acquistati nel 1997.                                                                                                  |          |
| Aeromobili a pilotaggio remoto - UAV |                |                                   |                                 |                    | |          |
| IAI Heron                            | Israele        | UAV                               | Heron                           | 2                  | 2 Heron acquistati nel 2009 e consegnati il 26 giugno dello stesso anno.                                                             |          |
| IAI Searcher                         | Israele        | UAS                               | Searcher                        | 4                  | 4 Searcher acquistati nel 2009 e consegnati il 26 giugno dello stesso anno.                                                          |          |
| Aerei da trasporto                   |                |                                   |                                 |                    | |          |
| CASA CN-235                          | Spagna         | aereo da trasporto                | CN-235M-100                     | 1                  | 1 CN-235M-100 da trasporto acquistato nel 1989.                                                                                      |          |
| Airbus C-295                         | Unione europea | Aereo da trasporto                | C-295W                          | 0                  | 1 C-295W ordinato a ottobre 2023. |          |
| Beechcraft King Air 350              | Stati Uniti    | Aereo da trasporto                | B350                            | 2                  | 2 B350 acqustati tra il 1977 ed il 1981.                                                                                             |          |
| Aerei da addestramento               |                |                                   |                                 |                    | |          |
| Beechcraft T-34 Mentor               | Stati Uniti    | aereo da addestramento            | T-34C-1                         | 2                  | |          |
| ENAER T-35 Pillán                    | Cile           | aereo da addestramento            | T-35B                           | 3                  | 4 T-35 ex cileni ricevuti nel 2002, uno dei quali è stato perso nel 2015.                                                            |          |
| Elicotteri                           |                |                                   |                                 |                    | |          |
| Bell TH-57 SeaRanger                 | Stati Uniti    | elicottero da addestramento       | TH-57A                          | 4                  | 5 esemplari ricevuti tra il 1986 ed il 1993.                                                                                         |          |
| Bell 230                             | Stati Uniti    | elicottero utility                | Bell 230T                       | 1                  | 2 Bell 230T consegnati nel 1998, 1 è stato perso nel 2009.                                                                           |          |
| Bell 430                             | Stati Uniti    | elicottero utility                | Bell 430M                       | 1                  | 2 Bell 430 acquistati negli Stati Uniti nel 2010. Un esemplare è stato perso in un incidente il 6 maggio 2024.                       |          |

### Aeromobili ritirati
- Aérospatiale SA 316B Alouette III - 2 esemplari (1974-1985)[9]

## Guardia Costiera
La Guardia Costiera (Cuerpo de Guardacostas de la Armada) è operativa dal 1980, per controllare la costa.